# Ácido 1-aminociclopropano-1-carboxílico
El ácido 1-Aminociclopropano-1- carboxílico (ACC) es un ácido derivado del α-aminoácido con sustituciones en qué un anillo de ciclopropano está fusionado al Carbono alfa del aminoácido.
El ACC juega una función importante en la biosíntesis del etileno.  Es sintetizado por la enzima ACC sintasa ( EC EC 4.4.1.14) a partir de metionina y convertido a etileno por la ACC oxidasa ( 1.14.17.4).
ACC Es también un agonista parcial exógeno del receptor NMDA en mamíferos.